# Atentado de Wall Street
El atentado de Wall Street (en Estados Unidos conocido como Wall Street bombing) ocurrió a las 12:01 del 16 de septiembre de 1920 en el distrito financiero de Manhattan, de la ciudad de Nueva York. El saldo fue de 38 personas muertas y 400 heridas por la explosión. Fue más mortífero que el atentado contra el edificio de Los Angeles Times de 1910 de los hermanos McNamara y uno de los peores de la historia de los Estados Unidos.

## El atentado

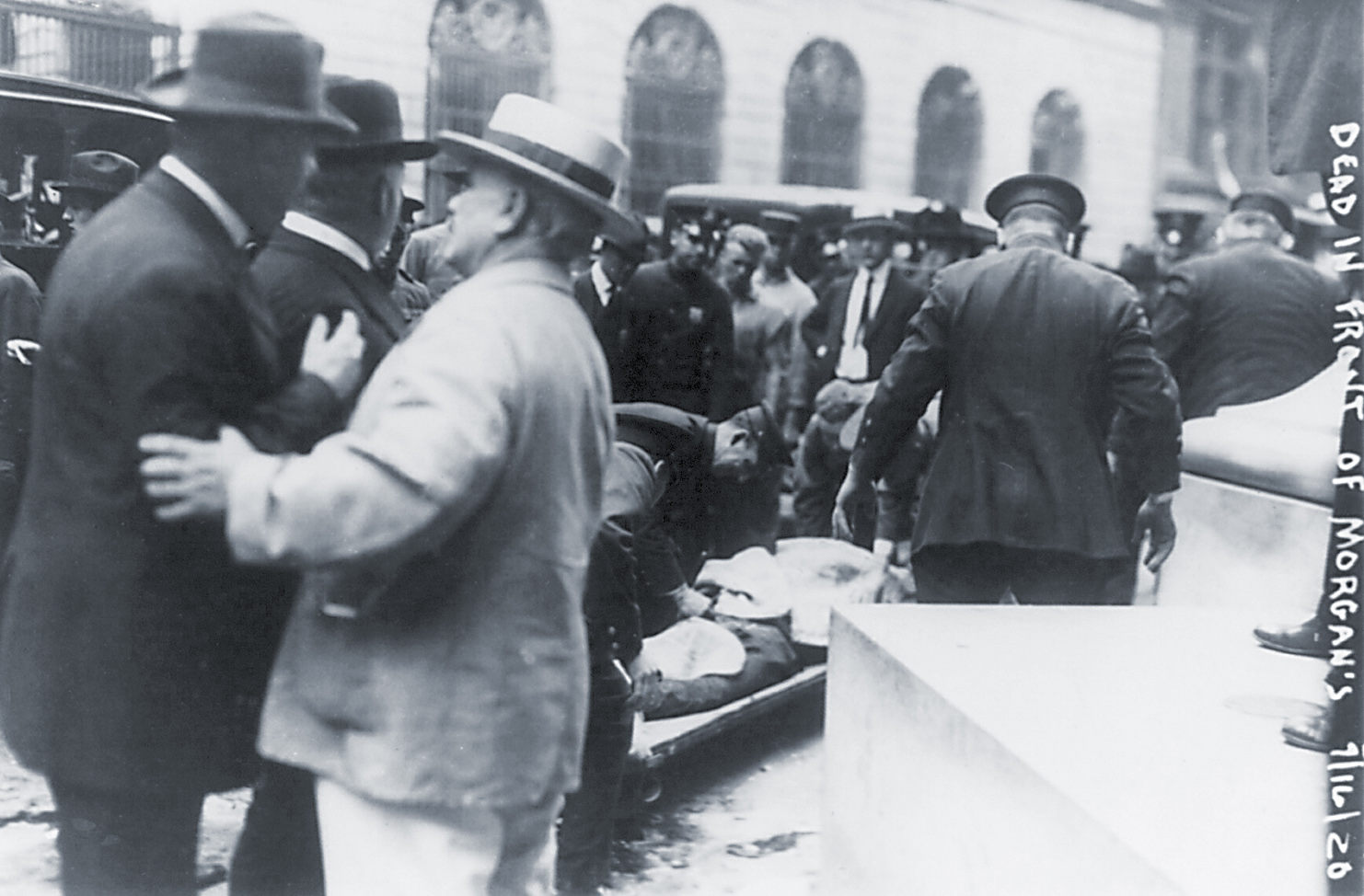
El resultado del atentado.

Al mediodía, un carro de caballos pasó entre la multitud y se estacionó frente a las oficinas del Banco Morgan en el n° 23 de Wall Street, en la esquina más activa del distrito financiero. En su interior había 45 kg de dinamita y 230 kg de pesos de hierro para actuar como metralla, que explotaron con un mecanismo de relojería; testigos declararon luego ver al conductor bajar y salir corriendo por un callejón lateral. El caballo y el carro volaron por el aire en pedazos, matando más de 30 personas casi instantánemente.
La mayoría de las víctimas fueron jóvenes empleados, mensajeros, taquígrafos y corredores de la Bolsa y destruyó las instalaciones interiores del edificio del Banco Morgan.
Un minuto después de la explosión, William H. Remick, presidente de la Bolsa de Valores de Nueva York (NYSE), suspendió las operaciones para evitar el pánico. Afuera, los rescatistas se afanaban en trasladar a los heridos al hospital. James Saul, un mensajero de 17 años, tomó uno de los automóviles aparcados y trasportó a treinta heridos al hospital. Los agentes de policía acudieron al lugar, realizaron primeros auxilios y se apropiaron de todos los automóviles cercanos como transportes de emergencia.

## Autores
La Oficina de Investigaciones del Departamento de Justicia (BOI), precursora del FBI, estaba desconcertada por el gran número de personas inocentes asesinadas y la falta de un objetivo específico, aparte los edificios adyacentes que solo sufrieron daños superficiales pero no estructurales. El fiscal de distrito adjunto de Nueva York señaló que el momento, el lugar y el método empleado apuntaban a Wall Street y JP Morgan como los objetivos de la bomba, lo que sugería que había sido colocada por oponentes radicales al capitalismo, como anarquistas, bolcheviques, comunistas o socialistas militantes. Los investigadores pronto se centraron en los grupos radicales opuestos a las instituciones financieras y gubernamentales estadounidenses y conocidos por utilizar bombas como medio de represalia violenta. El caso fue investigado por más de tres años por la BOI y no se pudo dar con los autores. Sin embargo, según las investigaciones, se apuntaba a un pequeño grupo de anarquistas italianos, aunque no se pudo comprobar su participación.
Los anarquistas eran sospechosos, en especial los "galleanistas", seguidores de Luigi Galleani. Estos tenían motivos para planear el atentado, teniendo en cuenta el reclamo por dos anarquistas condenados a muerte por la justicia estadounidense, Sacco y Vanzetti. Luego del ataque, la discriminación contra los migrantes extranjeros creció notablemente, en especial contra los italianos, lo que dio apoyo popular a las redadas del juez Palmer. El crimen permanece oficialmente sin resolver.
Entre los sospechosos, un galleanista en particular, Mario Buda (1884-1963), cercano a Sacco y Vanzetti, ha sido acusado como el autor del atentado, como venganza por las condenas de sus compañeros. La participación de Buda fue confirmada por declaraciones de sus sobrino Frank Maffi y Charles Poggi, que lo entrevistaron personalmente en Savignano, Italia, en 1955. Buda (alias Mike Boda) era experto en el uso de explosivos y se cree que había fabricado muchas de las bombas de los galleanistas, incluyendo una enorme bomba de pólvora que mató a 9 policías en Milwaukee, Wisconsin, en 1917. Además, Buda estaba en Nueva York en el momento del atentado. De todos modos, nunca fue arrestado ni interrogado por la policía.
Una vez que abandonó Nueva York, Mario Buda se fue a Nápoles y nunca retornó a los Estados Unidos. Los ataques galleanisas continuaron por 12 años más, culminando con el intento de asesinato del magistrado del caso Sacco y Vanzetti en 1932, el juez Webster Thayer.